# 8276 Shigei
8276 Shigei este un asteroid din centura principală de asteroizi.

## Descriere
8276 Shigei este un asteroid din centura principală de asteroizi. A fost descoperit pe 17 martie 1991 la Kiyosato de Satoru Ōtomo și Osamu Muramatsu. Asteroidul prezintă o orbită caracterizată de o semiaxă mare de 2,39 ua, o excentricitate de 0,14 și o înclinație de 1,4° în raport cu ecliptica.